# Jardín Botánico de Foncaude
El Jardín Botánico de Foncaude (en francés: Jardin botanique de Foncaude) es un jardín botánico y arboreto de Francia de 7 hectáreas de extensión localizado en la comuna de Feuilla, en el departamento de Aude.
Está reconocido como "Collection National" por el Conservatorio de colecciones vegetales especializadas (CCVS) por su colección de 270 especies de agaves (2008). Está abierto a diario en los meses cálidos del año, se cobra una tarifa de entrada. 

## Historia
Creado a partir de cursos botánicos en Corbières en 1991, el jardín una veintena de años más tarde, se encuentra consolidado. 

## Colecciones
Alberga unas 2000 especies de plantas. Se compone de tres partes :
- el arboreto, con 2000 árboles y arbustos perteneciendo a 300 especies de coníferas y frondosas, con unas 200 palmeras;
- la zona mediterránea, con 340 especies silvestres o introducidas;
- las rocallas de Cactus y Suculentas, con más de 8000 plantas pertenecientes a 1300 especies diferentes. La colección de agave la cual cuenta con más de 270 especies está reconocida por el « Conservatoire des Collections Végétales Spécialisées » (CCVS) en 2008, y es una de las más importantes de Francia.[1]